# خوان كاستيلا
خوان كاستيلا (بالإسبانية: Juan Castilla)‏ هو لاعب كرة قدم كولومبي في مركز الوسط، ولد في 27 يوليو 2004 في مدينة كالي في كولومبيا. لعب مع Rio Grande Valley FC Toros ‏.

## وصلات خارجية
- خوان كاستيلا على موقع الدوري الأمريكي (الإنجليزية)
- خوان كاستيلا على موقع قاعدة بيانات كرة القدم.إي يو (الإنجليزية)
- خوان كاستيلا على موقع قاعدة بيانات كرة القدم.إي يو (الإنجليزية)
- خوان كاستيلا على موقع Soccerway.com (الإنجليزية)
- خوان كاستيلا على موقع عالم كرة القدم.نت (الإنجليزية)